# Стоимость облигации
Для оценки текущей стоимости облигаций применяется метод дисконтирования денежных потоков.
Текущая стоимость дисконтной облигации (zero coupon bond) может быть рассчитана как
{\displaystyle PV={\frac {N}{(1+y)^{T}}}}.
Здесь
- {\displaystyle PV} — текущая стоимость облигации,
- {\displaystyle N} — номинал облигации,
- {\displaystyle y} — ставка дисконтирования (ставка альтернативных вложений),
- {\displaystyle T} — время (количество временны́х периодов), оставшихся до даты погашения облигации. Соответственно ставка {\displaystyle y} должна указываться на один период.

Будущая стоимость дисконтной облигации рассчитывается как
{\displaystyle FV=PV*(1+y)^{T}},
где {\displaystyle T} — время (количество периодов) до даты, на которую рассчитывается будущая стоимость.
Для процентных облигаций доход получается в виде купонов, то есть имеет место поток платежей {\displaystyle C_{t}}, распределённый во времени. В этом случае текущая стоимость рассчитывается следующим образом:
{\displaystyle P=\sum _{t=1}^{T}{\frac {C_{t}}{(1+y)^{t}}}+{\frac {N}{(1+y)^{T}}}}
{\displaystyle N}— номинал облигации, С — купон облигации.
То есть для процентных облигаций суммируется дисконтированная сумма основного долга (номинала) и каждого из непогашенных купонов.

## Методы расчета стоимости облигации
Применяются несколько методов расчета текущей стоимости облигации

### ISMAyield
Применяется метод, рекомендуемый International Security Management Association.
Стоимость рассчитывается по следующей формуле:
{\displaystyle Price+Accrued\ Interest=\sum _{1}^{n}{\frac {CashFlow_{i}}{{\bigg (}1+{\frac {ISMA\ Yield}{Frequency}}{\bigg )}^{YearFraction_{i}\times Frequency}}}}
где:
{\displaystyle \ YearFraction_{i}} — срок (в годах) от даты расчета доходности до даты денежного потока по облигации — {\displaystyle CashFlow_{i}} (купона или амортизации). Расчет {\displaystyle YearFraction_{i}} производится на основании конвенции (Day count convention), установленной для облигации.

### IRRyield
Применяется метод, используемый ММВБ (Раздел функция вычисления доходности). 
Отличается от ISMA yield тем, что частота выплат купонов не учитывается, параметр Frequency = 1.
Стоимость рассчитывается по следующей формуле:
{\displaystyle Price+Accrued\ Interest=\sum _{1}^{n}{\frac {CashFlow_{i}}{{\bigg (}1+IRR\ Yield{\bigg )}^{YearFraction_{i}}}}}
где:
{\displaystyle \ YearFraction_{i}} — срок (в годах) от даты расчета доходности до даты денежного потока по облигации — {\displaystyle CashFlow_{i}} (купона или амортизации). Расчет {\displaystyle YearFraction_{i}} производится на основании конвенции (Day count convention), установленной для облигации.

### ISMA yield (adjusted)
Данный тип расчета полностью соответствует типу ISMA yield за тем лишь исключением, что при расчете денежных потоков используются календари праздников, к которым привязан инструмент, и, как следствие, даты выплат сдвигаются на бизнес дни в соответствии с Business Day Rolling Convention, установленной для соответствующего календаря праздников.

### IRR yield (adjusted)
Данный тип расчета полностью соответствует типу IRR yield за тем лишь исключением, что при расчете денежных потоков используются календари праздников, к которым привязан инструмент, и, как следствие, даты выплат сдвигаются на бизнес дни в соответствии с Business Day Rolling Convention, установленной для соответствующего календаря праздников.

### Simple
Данный тип расчета используется для бескупонных облигаций и векселей.
Применяется:
- ММВБ (Раздел Функции вычисления доходности для бескупонных облигаций)
- Калькулятором РВС сайта www.bills.ru.

Стоимость рассчитывается по следующей формуле:
{\displaystyle {PresentValue}={\frac {FutureValue}{1+Yield\ Simple\times {YearFraction}}}}
или (расчет доходности из цены):
{\displaystyle Yield\ Simple={\Bigg [}{\frac {FutureValue}{PresentValue}}-1{\Bigg ]}\times {\Bigg [}{\frac {1}{YearFraction}}{\Bigg ]}}
где:
{\displaystyle \ YearFraction} — срок (в годах) от даты расчета доходности до даты погашения облигации / векселя.